# 维讷梅维尔
维讷梅维尔（法語：Vinnemerville，法語發音：[vinmɛʁvil]）是法国滨海塞纳省的一个市镇，属于勒阿弗尔区。

## 地理
维讷梅维尔（49°48'22"N, 0°33'21"E）面积4.22 平方千米，位于法国诺曼底大区滨海塞纳省，该省份为法国北部沿海省份，其西部及北部濒大西洋英吉利海峡，东起顺时针与索姆省、瓦兹省、厄尔省和卡爾瓦多斯省接壤。
与维讷梅维尔接壤的市镇（或旧市镇、城区）包括：卡努维尔、克里克托勒莫孔迪、圣马丹欧比诺、萨斯托勒莫孔迪。
维讷梅维尔的时区为UTC+01:00、UTC+02:00（夏令时）。

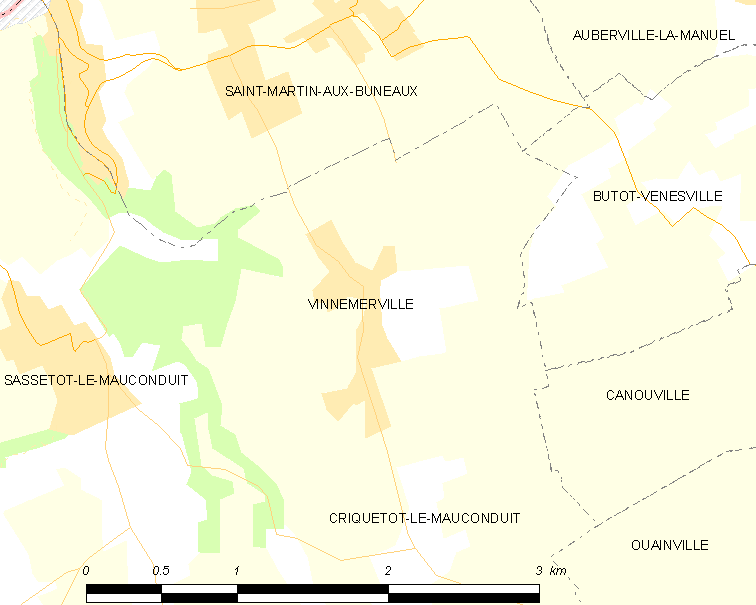
维讷梅维尔的OSM定位图

## 行政
维讷梅维尔的邮政编码为76540，INSEE市镇编码为76746。

## 政治
维讷梅维尔所属的省级选区为费康县。

## 人口

1962-2008年间维讷梅维尔人口变化图示

维讷梅维尔于2022年1月1日时的人口数量为224人。